# Ruka Norimatsu
Ruka Norimatsu (乗松 瑠華 Norimatsu Ruka?), född 30 januari 1996, är en japansk fotbollsspelare som spelar för Urawa Reds.
Ruka Norimatsu spelade 2 landskamper för det japanska landslaget. Hon deltog bland annat i Asiatiska spelen 2014.